# Quesnelia augusto-coburgii
Quesnelia augusto-coburgii là một loài thực vật có hoa trong họ Bromeliaceae. Loài này được Wawra miêu tả khoa học đầu tiên năm 1880.